# Chronik 3
Chronik 3 ist ein Sampler des Hip-Hop-Labels Selfmade Records, der am 9. Oktober 2015 über das Düsseldorfer Label veröffentlicht wurde.

## Hintergrund
Nachdem 2009 der zweite Labelsampler Chronik 2 von Selfmade Records veröffentlicht worden war, trennte sich Ende des Jahres zunächst Shiml und ein Jahr später Casper von der Plattenfirma. In den folgenden Jahren feierte das Label Erfolge mit den Rappern Kollegah und Favorite. Zudem erhielten die Gruppen 257ers und Genetikk sowie Karate Andi Künstlerverträge. Mit Jung, brutal, gutaussehend 2, D.N.A., King, Boomshakkalakka, Neues von Gott und Achter Tag veröffentlichte Selfmade Records zwischen 2013 und 2015 sechs Alben, die Platz 1 der deutschen Charts erreichen konnten. Ende August 2015 wurde die Veröffentlichung eines dritten Kompilationsalbums anlässlich des zehnjährigen Bestehens des Labels bekannt gegeben. Am 28. August 2015 wurde das Cover und die Titelliste veröffentlicht sowie SSIO, Casper, Farid Bang, Marteria, Shiml und MontanaMax als Gastrapper benannt. Die Arbeit an dem Sampler sei laut Kollegah schwieriger als bei seinen Soloprojekten, da die acht Hip-Hop-Musiker kompromissbereit sein müssen. So sei es bereits im Rahmen des Projekts Jung, brutal, gutaussehend problematisch, sich mit „zwei Leuten auf einen Beat“ zu einigen.

## Titelliste
| #  | Titel                     | Künstler                                  | Produzent                   | Länge |
| -- | ------------------------- | ----------------------------------------- | --------------------------- | ----- |
| 1  | Chronik III               | Kollegah & Karate Andi feat. SSIO         | Bazzazian                   | 3:46  |
| 2  | Red Light District Anthem | Kollegah                                  | Alexis Troy                 | 3:14  |
| 3  | Human Traffic             | Karate Andi                               | Alexis Troy                 | 3:32  |
| 4  | Selfmader                 | Genetikk                                  | Sikk & Kahedi               | 3:30  |
| 5  | Label ohne Sägeblatt      | 257ers                                    | Johnny Illstrument & Joznez | 3:47  |
| 6  | Muttergefickte Welt       | Favorite                                  | Loggarizm                   | 3:23  |
| 7  | Alarmanlage               | Kollegah feat. Casper                     | Kingsize & Alexis Troy      | 3:03  |
| 8  | Selfmade Legion           | Karate Andi, Kollegah & Favorite          | Alexis Troy                 | 3:43  |
| 9  | Nicht verstanden          | Karate Andi                               | Alexis Troy                 | 2:42  |
| 10 | Gangsta                   | 257ers                                    | Alexis Troy                 | 3:27  |
| 11 | Medusa                    | Kollegah feat. Farid Bang                 | Alexis Troy                 | 3:02  |
| 12 | Bunte$ Papier             | Genetikk                                  | Sikk & Samon Kawamura       | 3:35  |
| 13 | Antimaterie               | Karate Andi, Favorite & Shneezin (257ers) | Bazzazian                   | 3:41  |
| 14 | Koks, Nutten, Glocks      | Favorite                                  | Alexis Troy                 | 2:45  |
| 15 | Goldener Ring             | Kollegah                                  | Alexis Troy                 | 3:00  |
| 16 | Crank Sinatra             | Genetikk feat. Marteria                   | Sikk & Samon Kawamura       | 3:48  |
| 17 | Keinen Fick               | 257ers & Karate Andi                      | Voddi257                    | 4:27  |
| 18 | Fresse voller Gold        | Genetikk                                  | Sikk & Samon Kawamura       | 3:36  |
| 19 | Es bleibt wie es ist      | Karate Andi                               | Mecstream                   | 3:26  |
| 20 | Keine neuen Freunde       | Kollegah                                  | Alexis Troy                 | 3:15  |
| 21 | Silber                    | Shiml & MontanaMax                        | David X Eli                 | 4:27  |

## Versionen
Chronik 3 erschien in einer Standard-Version als CD und digital. Darüber hinaus wurde eine limitierte Deluxe Edition als Box veröffentlicht. In dieser sind neben dem Sampler eine weitere CD mit allen Instrumental-Versionen der Lieder, ein Poster, sechs Sticker sowie das Hardcover-Buch Selfmade Records – Die ersten 10 Jahre des erfolgreichsten deutschen HipHop-Labels enthalten.

## Vermarktung
Mit Chronik 3 wurde das Titellied des Samplers von Kollegah, SSIO und Karate Andi am 6. September 2015 als erstes Video veröffentlicht. Dieses war unter der Regie von Markus und Michael Weicker von The Factory in den Cubic Studios Düsseldorf entstanden. Mitte September folgte die visuelle Umsetzung von Keine neuen Freunde, einem Sololied Kollegahs. Das dritte Video entstand zum Stück Antimaterie von Karate Andi, Favorite und Shneezin. Mitte Oktober wurde das Video zu Selfmade Allstars veröffentlicht, einem Stück aller Selfmade-Records-Künstler, das nicht auf dem Sampler enthalten ist.

## Rezeption

### Erfolg
Chronik 3 stieg auf Platz 1 der deutschen Album-Charts ein. Das Hip-Hop-Label Selfmade Records konnte mit dem Sampler nach Jung, brutal, gutaussehend 2, D.N.A., King, Boomshakkalakka, Neues von Gott und Achter Tag zum siebten Mal in Folge Platz 1 der deutschen Album-Charts belegen. Neben den Album-Charts konnten einige Stücke des Samplers auch in die deutschen Single-Charts einsteigen. Das Titellied Chronik 3 von Kollegah, Karate Andi und SSIO stieg auf Rang 88 ein und konnte in den folgenden Wochen Position 77 erreichen. Nach sechs Wochen verließ der Song die Hitparade. Kollegahs Beitrag Keine neuen Freunde stieg auf Platz 65 ein und konnte sich fünf Wochen in den Single-Charts halten. Mit Red Light District Anthem positionierte sich ein weiteres Stück Kollegahs auf Rang 68 der Single-Charts. Medusa, eine Zusammenarbeit von Kollegah und Farid Bang, erreichte Platz 90.

### Kritik
Die E-Zine Laut.de bewertete Chronik 3 mit vier von möglichen fünf Punkten. Laut Redakteurin Dani Fromm habe sich Selfmade Records durch „zunehmend professioneller, oft innovativer, vor allem aber unermüdlicher Arbeit […] um Dreh- und Angelpunkt Elvir Omerbegovic zu einer Macht entwickelt, an der längst keiner mehr vorbei“ komme. Positiv werden die Produktionen der Stücke hervorgehoben. Insbesondere die Beiträge Alexis Troys, deren „Sound eins zu eins der Optik der dritten ‚Chronik‘ [entspreche]: vorwiegend Schwarz, ein bisschen Weiß und goldene Akzente.“ Der Beat zu Koks, Nutten, Glocks erweise sich als der „einzige Durchhänger“. Kollegah überzeuge besonders, wenn er für den Song Keine neuen Freunde „zusammen mit seiner Blasiertheit die Deckung sinken lässt und einen respektvollen, wertschätzenden, beinahe dankbaren Blick zurück auf die letzten Jahre“ werfe. Karate Andi könne zwar rappe, ersaufe jedoch „etwaige Inhalte […] regelmäßig in einer Zweckreim-Sintflut“. Shiml und MontanaMax wirken mit ihrem den Sampler abschließenden Beitrag Silber „wie Fremdkörper, einfach nicht mehr dazugehörig.“
In einer Kritik des Backspin Hip Hop Magazins wurde Chronik 3 mit sieben von zehn Punkten bewertet. Obwohl der Sampler mehr „als eine Handvoll der wichtigsten Deutschrapper unserer Zeit“ vereine, dominieren auf Chronik 3 „seelenlose Instrumentale und Parts, die nicht zusammenpassen.“ Die Basslines werden als zu brachial und die Synthies als zu billig charakterisiert. Während sich Karate Andi „in Mittelmäßigkeit“ verliere und Favorite „seit Ewigkeiten das Gleiche“ mache, zeige Kollegah auf Goldener Ring „wie gut er auf klassischem Beatmaterial“ klinge. Mit Casper, Marteria und SSIO können die „stärksten Auftritte“ den Gastrappern zugeordnet werden. Shiml und MontanaMax liefern den „vielleicht besten Track der Chronik.“
Für die Internetseite Rap.de rezensierten zwei Redakteure. Der Redakteur Oliver empfindet Chronik 3 „als Machtdemonstration, als ein Zeichen der Stärke“ des Labels. Jeder Rapper erhalte darauf „genügend Platz, sich und seine Einzigartigkeit zu präsentieren.“ Die Beats seien zwar „insgesamt ein bisschen zu glatt“, „der einheitliche Sound“ funktioniere jedoch durchaus. SSIOs Gastbeitrag wird zwar gelobt, vertrage sich aber „mit diesem Beat nicht so richtig.“ Aus Sicht des Redakteurs Skinny könne „keiner der beteiligten Künstler […] sein volles Potential entfalten“, da „versucht wurde, all diese unterschiedlichen Künstler unter einen Deckel zu bringen.“ Insbesondere die 257ers wirken „komplett deplatziert.“ Marterias Beitrag wird als stark gelobt. Zudem harmoniere er „besser als erwartet mit Karuzo“ von Genetikk.
Florian Peking von MZEE hält Chronik 3 insgesamt betrachtet für "kein besonders stimmiges Projekt". Jeder der Selfmade-Künstler möge seine Qualitäten haben, doch "auf Albumlänge harmonieren sie kaum miteinander". Das führe dazu, dass "auch selten die Bestleistung abgerufen wird". So sind es am Ende "nur einzelne Songs, die inmitten der grauen Masse von uninspirierten, zusammengeklatschten Parts und Hooks wirklich im Gedächtnis bleiben."